# ГЕС Бакун
ГЕС Бакун — гідроелектростанція в Малайзії на острові Калімантан. Знаходячись після ГЕС Мурум, становить нижній ступінь каскаду у сточищі річки Rajang, яка впадає впадає до Південно-Китайського моря за півтори сотні кілометрів на північний схід від Кучинга.
В межах проекту Rajang одразу після злиття її витоків Батанг-Балуй і Мурум перекрили кам'яно-накидною греблею із бетонним облицюванням висотою 205 метрів, довжиною 740 метрів та товщиною від 12 (по гребеню) до 573 (по основі) метрів. Вона потребувала 16,9 млн м3 матеріалу, для видобутку якого довелось здійснити екскавацію 43 млн м3 породи. Гребля утримує гігантське водосховище з площею поверхні 695 км2 і об'ємом 44 млрд м3, в якому припустиме коливання рівня у операційному режимі між позначками 195 та 228 метрів НРМ.
Зі сховища ресурс подається до пригреблевого машинного залу через водоводи довжиною по 0,7 км з діаметром 8,5 метра, при цьому забезпечується робота гідроагрегатів з напором у 172 метри. Станцію обладнали вісьмома турбінами типу Френсіс номінальною потужністю по 300 МВт, чотири з яких виготовила бразильська компанія IMPSA (зазначаючи одиничну потужність турбіни як 350 МВт), а ще чотири — General Electric (одинична потужність анонсується як 330 МВт). Враховуючи великий об'єм водосховища та стабільно вологий клімат Калімантану, ГЕС Бакун може працювати в базовому режимі майже протягом всього року, виробляючи до 18,9 млрд кВт-год електроенергії на рік.
Введення станції у експлуатацію почалось з 2011-го та тривало кілька років.
Видача продукції відбувається по ЛЕП, розрахованих на роботу під напругою 275 кВ. Першим споживачем станції став алюмінієвий комбінат в Similajau.
Наприкінці 2010-х власник ГЕС оголосив про наміри збільшити потужність станції шляхом спорудження додаткового підземного машинного залу, обладнаного однією турбіною з показником у 300 МВт. Подачу води до нього передбачається здійснити за допомогою вже наявного тунелю довжиною 1,2 км з діаметром 8,5 метра (був однією зі споруд, що відводили воду під час будівництва греблі).